# Rijksbeschermd gezicht Kampen
Gezicht Kampen is een van rijkswege beschermd stadsgezicht in Kampen in de Nederlandse provincie Overijssel. De procedure voor aanwijzing werd gestart op 2 november 1973. Het gebied werd op 31 juli 1975 definitief aangewezen. Het beschermd gezicht beslaat een oppervlakte van 90,7 hectare.
Panden die binnen een beschermd gezicht vallen krijgen niet automatisch de status van beschermd monument. Wel zal de gemeente het bestemmingsplan aanpassen om nieuwe ontwikkelingen in het gebied te reguleren. De gezichtsbescherming richt zich op de stedenbouwkundige en cultuurhistorische waardering van een gebied en wil het toekomstig functioneren daarvan veiligstellen.